# Освајачи олимпијских медаља у атлетици — бацање кугле са две руке за мушкарце
Освајачи олимпијских медаља у атлетици за мушкарце у дисциплини бацање кугле са две руке, која је само једном била на програму Летњих олимпијских игара 1912., приказани су у следећој табели. Резултати су дати у метрима.
| Олимпијске игре       | Злато         | Злато | Сребро               | Сребро | Бронза                 | Бронза |
| --------------------- | ------------- | ----- | -------------------- | ------ | ---------------------- | ------ |
| Стокхолм 1912. детаљи | Ралф Роуз САД | 27,70 | Патрик Макдоналд САД | 27,53  | Елмер Никландер Финска | 27,14  |

## Биланс медаља у бацању кугле са две руке
|    | Држава     | Злато | Сребро | Бронза | Укупно |
| -- | ---------- | ----- | ------ | ------ | ------ |
| 1. | САД        | 1     | 1      | 0      | 2      |
| 1. | Финска     | 0     | 0      | 1      | 1      |
|    | Укупно (2) | 1     | 1      | 1      | 3      |